# (33119) 1998 BE15
1998 BE15 (asteroide 33119) é um asteroide da cintura principal. Possui uma excentricidade de 0.05974340 e uma inclinação de 13.35215º.
Este asteroide foi descoberto no dia 24 de janeiro de 1998 por NEAT em Haleakala.